# شالكه 04
نادي غيلسنكيرشن-شالكه 04 لكرة القدم (بالألمانية: Fußballclub Gelsenkirchen-Schalke 04 e. V.) والمعروف باسم شالكه 04 هو أحد أندية كرة القدم في ألمانيا. تأسس في 4 مايو 1904. اكتسب نادي شالكه اسمه من أحد أحياء مدينة غيلسنكيرشن في مقاطعة شمال الراين - وستفاليا في غرب ألمانيا. وليست هذه صدفة إذ أن أندية ألمانية كبيرة تنتمي لتلك المقاطعة أيضا مثل بوروسيا دورتموند وبوخوم وبوروسيا مونشنغلادباخ ونادي كولن وفورتونا دوسلدورف.

## تاريخ النادي
شالكه عاش قصة المجد الأسطورية في عهد الزعيم النازي أدولف هتلر والذي كان يعشق نادي شالكه ومن هنا أتى لقب الأزرق الملكي للنادي. شالكه استطاع ما بين عامي 1933 و 1943 الوصول لنهائي بطولة ألمانيا 9 مرات حقق خلالها البطولة في 6 مناسبات ومن بعد الحرب العالمية الثانية شهد النادي تراجع بالنتائج لكن سرعان ما استعاد قوته عندما حقق لقب الدوري الألماني في موسم 1958 وهو منذ ذلك الحين يبحث عن لقب الدوري الألماني وفي كثير من الأحيان يقترب منها لكن الأمتار الأخيرة من البطولة تخونه وهذا ما حدث في موسم2000 \ 2001 وموسم 2006\ 2007.
شالكه يعد ثاني أغنى نادي في ألمانيا بعد بايرن ميونيخ والعاشر عالمياً وهو صاحب أكبر قاعدة جماهيرية في ألمانيا بالإضافة إلى ان شالكه يتميز بطريقة أداء رجولية تميزه.

## ديربيات

### ديربي الرور
ديربي الرور (بالألمانية: Ruhr derby) أو ديربي النهر (بالألمانية: Revierderby) كما يسمى، هو ديربي كرة قدم من أشهر الديربيات في كرةالقدم الألمانية، بين نادي شالكه ونادي بوروسيا دورتموند. وقد سمى الديربي باسم ديربي الرور نسبة إلى نهر الرور، الذي يفصل مدينة دورتموند وهي معقل نادي بوروسيا دورتموند، ومدينة غلزنكيرشن حيث معقل نادي شالكه، حيث تبعد المدينتان عن بعضها المبعض حوالي 15 كلم. دائما يشار إلى هذا الديربي باسم ديربي النهر، على الرغم من وجود عدة أندية أخرى في منطقة حوض الرور، في حين أن أي مباراة غير هذه المباراة بين فرق منطقة حوض الرور (على سبيل المثال نادي بوخوم، نادي دويسبورغ أو روت فايس إيسن) تعرف باسم ديربي النهر الصغير (بالألمانية: Kleines Revierderby).
في 3 مايو من عام 1925، شهدت كرةالقدم الألمانية أول لقاء ديربي بين الفريقين، حيث تمكن نادي شالكه ونادي بوروسيا دورتموند بأربعة أهداف مقابل لهدفين. أكبر انتصار لنادي شالكه في الديربى كان بنتيجة 10-0 في 20 أكتوبر 1940، بينما أكبر فوز لنادي بوروسيا دورتموند كان في 26 فبراير 1966 بعدما فاز بسبعة أهداف نظيفة.
- الجدول يوضح تاريخ المباريات بين الفريقين حتى أخر ديربي جمعهما في 11 مارس 2023 والذي انتهى بتعادل بنتيجة 2-2 في منافسة إياب الدوري الألماني لموسم الدوري الألماني 2022–23.

| المسابقات           | السنة             | المباريات | الفوز | الفوز    | التعادل | الأهداف | الأهداف  |
| المسابقات           | السنة             | المباريات | شالكه | دورتموند | التعادل | شالكه   | دورتموند |
| ------------------- | ----------------- | --------- | ----- | -------- | ------- | ------- | -------- |
| الدوري الألماني     | 1963–حتى الآن     | 100       | 32    | 37       | 31      | 139     | 161      |
| أوبرليغا الغربية    | 1947–1963         | 32        | 7     | 15       | 10      | 46      | 63       |
| غوليغا              | 1936–1944         | 16        | 14    | 1        | 1       | 84      | 11       |
| كأس ألمانيا         | 1975–2000         | 6         | 3     | 2        | 1       | 10      | 9        |
| كأس السوبر الألماني | 2011              | 1         | 0     | 0        | 1       | 0       | 0        |
| كأس الدوري الألماني | 2001              | 1         | 1     | 0        | 0       | 2       | 1        |
| أخرى                | 1925–1927، 1947   | 4         | 3     | 1        | 0       | 15      | 7        |
| المنافسات الرسمية   | المنافسات الرسمية | 160       | 60    | 56       | 44      | 296     | 252      |
| المباريات الودية    | 1926–2006         | 24        | 11    | 9        | 4       | 46      | 35       |
| المجموع             | المجموع           | 184       | 71    | 65       | 48      | 342     | 287      |

## ملعب فيلتينس أرينا (أرينا أوف شالكه سابقاً)
وهو يعد الملعب الأكثر تطوراً في العالم فهو على شكل غرفة لها سقف متحرك كما أن أرضية الملعب تسحب للخارج الملعب لكي تتعرض للشمس وبالإضافة للوحة الموجودة في وسط الملعب فهي عبارة عن أربع لوحات الإلكترونية وذات دقة عالية. الملعب يتسع لـ 62,271 متفرج.
ويشتهر بمدرجه الشمالي الذي يوجد فيه دائما أكثر مشجعي النادي تعصباً حيث يبقوا طوال المباراة وهم واقفون ويهتفون مهما كانت نتيجة المباراة. معروف عن جماهير شالكه حبها الجنوني لكرة القدم وتعصبم المفرط للنادي.

## ألقاب النادي
الدوري الألماني
- البطل (7) : 1934, 1935, 1937, 1939, 1940, 1942, 1958
- الوصيف (8) : 1933, 1938, 1941, 1972, 1977, 2001, 2005, 2007, 2010

كأس ألمانيا
- البطل (5) : 1937, 1972, 2001, 2002, 2011
- الوصيف (7) : 1935, 1936, 1941, 1942, 1955, 1969, 2005

كأس السوبر الألماني
- البطل (1) : 2011
- الوصيف (2) : 1940, 2010

كأس الدوري الألماني
- البطل (1) : 2005
- الوصيف (3) : 2001, 2002, 2007

كأس الاتحاد الاوربي
- البطل (1) : 1997

كأس إنترتوتو
- البطل (2) : 2003, 2004

## اللاعبون

### التشكيلة الحالية
آخر تحديث في 6 أكتوبر 2016.

ملاحظة: تشير الأعلام إلى المنتخب الوطني على النحو المحدد في قواعد الأهلية للفيفا. قد يحمل اللاعبون أكثر من جنسية واحدة غير تابعة للفيفا.
| الرقم | البلد           | المركز | اللاعب                                 |
| ----- | --------------- | ------ | -------------------------------------- |
| 1     | ألمانيا         | حارس   | رالف فاهرمان                           |
| 3     | المغرب          | مدافع  | حمزة منديل                             |
| 4     | ألمانيا         | مدافع  | بينيديكت هوفيديس                       |
| 5     | ألمانيا         | وسط    | يوهانس غايس                            |
| 6     | البوسنة والهرسك | مدافع  | سياد كولاسيناك                         |
| 7     | ألمانيا         | وسط    | ماكس ماير                              |
| 8     | ألمانيا         | وسط    | ليون غوريتزكا                          |
| 9     | الأرجنتين       | مهاجم  | فرانكو دي سانتو                        |
| 10    | الجزائر         | وسط    | نبيل بن طالب                           |
| 11    | أوكرانيا        | وسط    | يفهين كونوبليانكا                      |
| 13    | الكاميرون       | مهاجم  | إريك ماكسيم تشوبو-موتينغ               |
| 14    | غانا            | مدافع  | عبد الرحمن بابا (إعارة من نادي تشيلسي) |
| 15    | ألمانيا         | وسط    | دينيس آوغو                             |
| 16    | ألمانيا         | مهاجم  | فابيان ريس                             |
| 17    | فرنسا           | وسط    | بنجامين ستامبولي                       |
| 18    | ألمانيا         | وسط    | سيدني سام                              |

| الرقم | البلد    | المركز | اللاعب          |
| ----- | -------- | ------ | --------------- |
| 20    | ألمانيا  | مدافع  | تيلو كيهرير     |
| 21    | النمسا   | وسط    | أليساندرو شوبف  |
| 22    | اليابان  | مدافع  | أتسوتو أوتشيدا  |
| 23    | إسبانيا  | مدافع  | خورخي مورينو    |
| 25    | المغرب   | مهاجم  | أمين حاريث      |
| 27    | ألمانيا  | مدافع  | ساتشا ريثر      |
| 28    | ألمانيا  | مدافع  | جوشوا بيتير     |
| 29    | البرازيل | مدافع  | نالدو           |
| 30    | ألمانيا  | حارس   | تيمون فيلينروتر |
| 31    | صربيا    | مدافع  | ماتيا ناستاسيتش |
| 32    | غانا     | مهاجم  | برنارد تاكبيتي  |
| 33    | ألبانيا  | مهاجم  | دونيس أفديياي   |
| 34    | ألمانيا  | حارس   | فابيان غيفر     |
| 35    | ألمانيا  | حارس   | ألكسندر نوبل    |
| 36    | سويسرا   | مهاجم  | بريل إمبولو     |
| 40    | ألمانيا  | مدافع  | فيل نيومان      |

### اللاعبون المعارون
ملاحظة: تشير الأعلام إلى المنتخب الوطني على النحو المحدد في قواعد الأهلية للفيفا. قد يحمل اللاعبون أكثر من جنسية واحدة غير تابعة للفيفا.
| الرقم | البلد   | المركز | اللاعب                             |
| ----- | ------- | ------ | ---------------------------------- |
|       | ألمانيا | مهاجم  | فيليكس بلات (إلى نادي دارمشتات 98) |

تنتهي إعارة جميع اللاعبين في 30 يونيو 2017

### أبرز اللاعبين السابقين

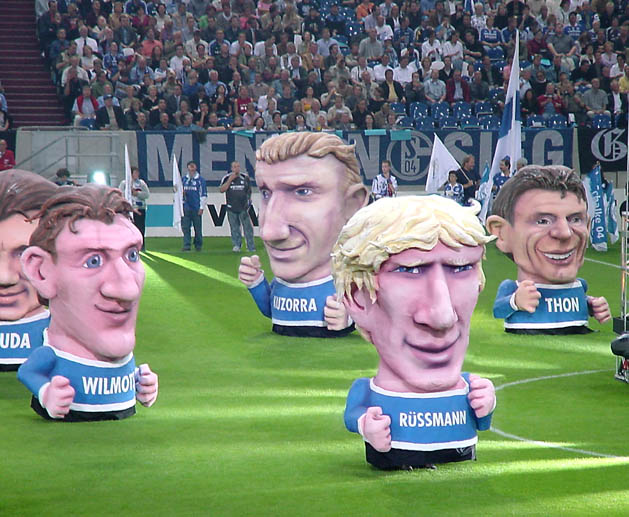
تماثيل ضخمة لبعض لاعبي "فريق القرن" لنادي شالكه 04.

صوت جمهور شالكه عام 2000 على تشكيلة «فريق القرن» وكانت التنيجة كالتالي:
ملاحظة: تشير الأعلام إلى المنتخب الوطني على النحو المحدد في قواعد الأهلية للفيفا. قد يحمل اللاعبون أكثر من جنسية واحدة غير تابعة للفيفا.
| الرقم | البلد   | المركز | اللاعب         |
| ----- | ------- | ------ | -------------- |
|       | ألمانيا | حارس   | نوربيرت نيغبور |
|       | ألمانيا | مدافع  | كلاوس فيشتل    |
|       | ألمانيا | مدافع  | رولف روسمان    |
|       | ألمانيا | مدافع  | أولاف ثون      |
|       | بلجيكا  | وسط    | مارك فيلموتس   |
|       | ألمانيا | وسط    | فريتز سيبان    |

| الرقم | البلد   | المركز | اللاعب           |
| ----- | ------- | ------ | ---------------- |
|       | ألمانيا | وسط    | إنغو أنديربريغ   |
|       | ألمانيا | مهاجم  | إرنست كوزورا     |
|       | ألمانيا | مهاجم  | راينهارت ليبودا  |
|       | ألمانيا | مهاجم  | كلاوس فيشر       |
|       | ألمانيا | مهاجم  | روديغر أبرامتسيك |

### احصائيات
|    |                | اللاعب              | عدد المشاركات |
| -- | -------------- | ------------------- | ------------- |
| 1  | ألمانيا        | كلاوس فيشتل         | 477           |
| 2  | ألمانيا        | نوربيرت نيغبور      | 355           |
| 3  | ألمانيا        | رولف روسمان         | 304           |
| 4  | ألمانيا        | كلاوس فيشر          | 295           |
| 5  | ألمانيا        | أولاف ثون           | 295           |
| 6  | ألمانيا        | هيربيرت لوتكيوهميرت | 286           |
| 7  | ألمانيا        | جيرالد أسامواه      | 279           |
| 8  | ألمانيا        | بينيديكت هوفيديس    | 268           |
| 9  | ألمانيا        | مايك بوسكينس        | 257           |
| 10 | جمهورية التشيك | جيري نيميتش         | 256           |

|   |          | اللاعب            | عدد الأهداف |
| - | -------- | ----------------- | ----------- |
| 1 | ألمانيا  | كلاوس فيشر        | 182         |
| 2 | هولندا   | كلاس يان هونتيلار | 74          |
| 3 | الدنمارك | ايبي ساند         | 73          |
| 4 | ألمانيا  | كيفن كوراني       | 71          |
| 5 | ألمانيا  | أولاف ثون         | 52          |
| 6 | ألمانيا  | إرفين كريمرز      | 50          |
| 7 | ألمانيا  | إنغو أنديربريغ    | 46          |
| 8 | ألمانيا  | هيلموت كريمرز     | 45          |
| 9 | ألمانيا  | روديغر أبرامتسيك  | 44          |
|   | ألمانيا  | جيرالد أسامواه    | 44          |

|   |          | اللاعب            | عدد الأهداف |
| - | -------- | ----------------- | ----------- |
| 1 | ألمانيا  | كلاوس فيشر        | 223         |
| 2 | هولندا   | كلاس يان هونتيلار | 115         |
| 3 | الدنمارك | ايبي ساند         | 102         |